# Hikari no Sasu Hou E
Hikari no Sasu Hou E (光の射す方へ?) è un brano musicale del gruppo musicale giapponese Mr. Children, pubblicato come loro sedicesimo singolo il 13 gennaio 1999, ed incluso nell'album Discovery. Il singolo ha raggiunto la prima posizione della classifica Oricon dei singoli più venduti in Giappone, vendendo 455 770 copie.

## Tracce
CD Singolo TFDC-28102
1. Hikari no Sasu Hou e (光の射す方へ)
2. Hitorigoto (独り言)

## Classifiche
| Classifica (1999) | Posizione più alta |
| ----------------- | ------------------ |
| Giappone (Oricon) | 1                  |